# Córrego Entre Folhas
O córrego Entre Folhas é um curso de água que nasce e deságua no município brasileiro de Santana do Paraíso, no interior do estado de Minas Gerais. Sua nascente se encontra nas proximidades do povoado do Brejão, percorrendo cerca de 10 quilômetros até sua foz no rio Doce.
O curso do córrego corta uma região onde se observa uma considerável presença do reflorestamento com eucalipto destinado à usina de celulose da Cenibra no município de Belo Oriente, na mesma região. A área de sua nascente é protegida por uma Área de Preservação Permanente (APP) administrada pela empresa.